# Cliona californiana
Cliona californiana är en svampdjursart som beskrevs av de Laubenfels 1932. Cliona californiana ingår i släktet Cliona och familjen borrsvampar. Inga underarter finns listade i Catalogue of Life.